# Claudiu-Lucian Pop
Claudiu-Lucian Pop (ur. 22 lipca 1972 w Pișcolt) – rumuński duchowny katolicki rytu bizantyjskiego, biskup Klużu-Gherli od 2021.

## Życiorys

### Prezbiterat
23 lipca 1995 otrzymał święcenia kapłańskie z rąk biskupa Vasile Hossu. Po święceniach i studiach w Rzymie pracował jako wikariusz w jednej z paryskich parafii Kościoła Rumuńskiego, zaś w latach 2002-2007 był rektorem misji tegoż Kościoła. W 2007 został rektorem rzymskiego Kolegium Pio Romeno.

### Episkopat
21 listopada 2011 papież Benedykt XVI zatwierdził jego wybór na biskupa kurialnego archieparchii Fogaraszu i Alba Iulia z tytułem biskupa Mariamme. Sakry biskupiej udzielił mu 8 grudnia 2011 prefekt Kongregacji ds. Kościołów Wschodnich – kardynał Leonardo Sandri.
14 kwietnia 2021 kardynał Lucian Mureșan, głowa Rumuńskiego Kościoła Greckokatolickiego przeniósł go na urząd biskupa eparchii Klużu-Gherli. Ingres do katedry odbył 24 kwietnia 2021.